# Trophée de guerre

Le drapeau du 1er Bataillon, du 71e Régiment de l'Armée de terre britannique fut capturé à Buenos Aires, durant la première invasion britannique en 1806. Il est exposé comme trophée de guerre au couvent de Santo Domingo de Buenos Aires.

En Grèce antique et durant la période de domination romaine et du Moyen Âge, durant les célébrations des victoires militaires, la coutume était d'exposer les prises d'armes, les objets d'art pris à l'ennemi lors du conflit. Ces objets symboliques étaient appelés trophées de guerre, à l'exemple des tropaia érigés sur les champs de bataille. Cette coutume se retrouve également chez d'autres peuples indo-européens.
De nos jours, un trophée de guerre est plutôt une arme ou un drapeau capturé, que les soldats ramènent chez eux comme souvenir.
Le trophée de guerre se distingue de la prise de guerre ou butin de guerre qui fait référence aux biens, terres et ressources saisies par une armée victorieuse ou un combattant durant ou après un conflit.

## Le trophée romain

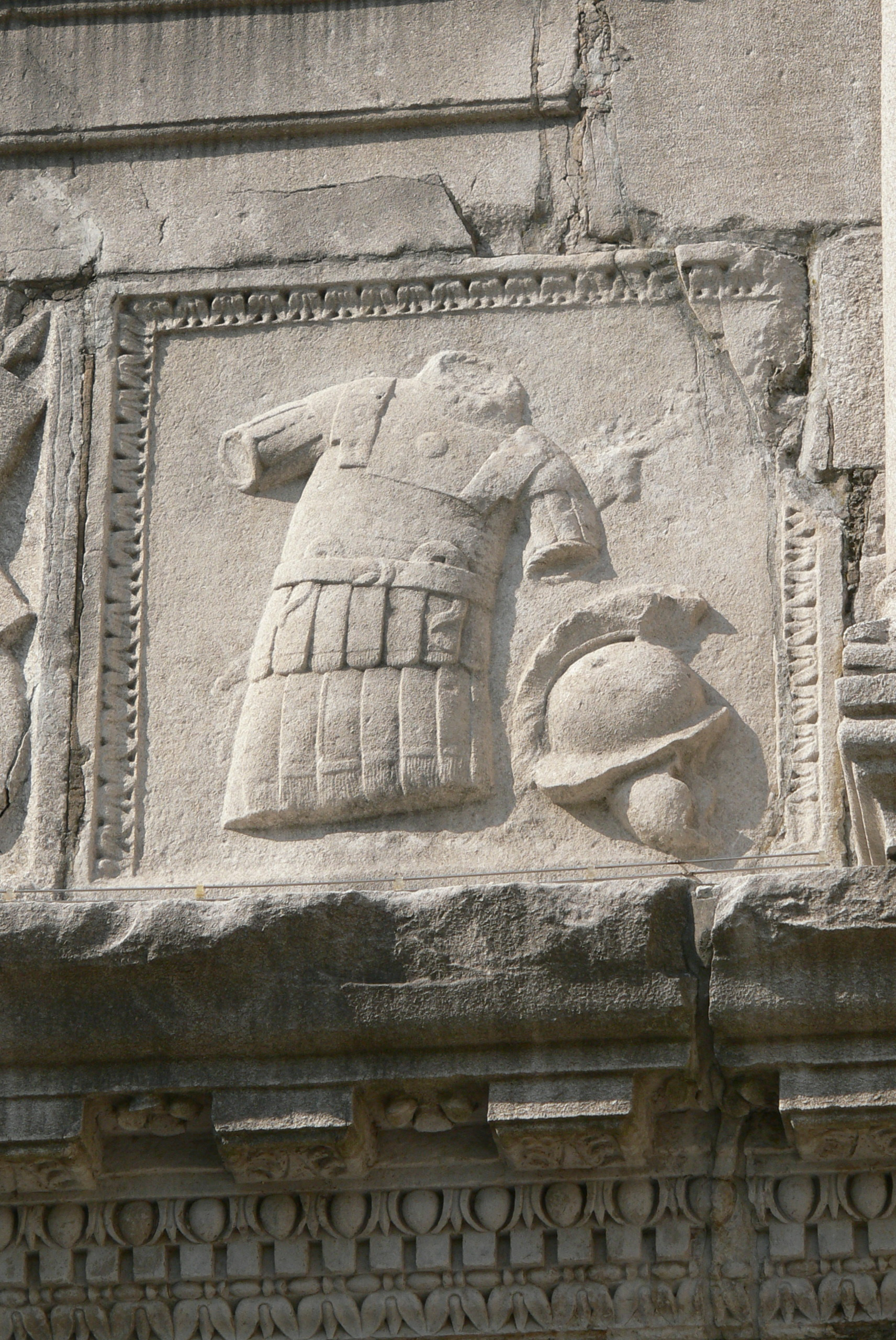
Trophée romain du Ier siècle en réemploi sur la tour de la Cathédrale de Trieste.

## Trophées américains pendant la guerre du Pacifique
Durant la Seconde Guerre mondiale, un nombre assez important de soldats américains se sont livrés à la profanation de cadavres de soldats japonais sur le théâtre du Pacifique. La mutilation de soldats japonais inclut la prise de parties de corps comme « souvenirs de guerre » et « trophées de guerre ». Dents et crânes étaient les « trophées » les plus communément pris, bien que d'autres parties du corps aient également été collectées.